# Dzoragjuch (Aragacotn)
Dzoragjuch – wieś w Armenii, w prowincji Aragacotn. W 2011 roku liczyła 14 mieszkańców.